# رايموند بروك
رايموند بروك (بالإنجليزية: Raymond Brock)‏ هو لاعب الجسر ‏ بريطاني، ولد في 14 أكتوبر 1936، وتوفي في 2008 بسبب سرطان.